# Юсон
Юсон (на френски: Usson) е село в централната част на Франция, в департамента Пюи дьо Дом, в региона Оверн. Населението му е 277 жители (по приблизителна оценка от януари 2016 г.).
Живописна част от пейзажа на селото е някогашният остатък от вулканичен кратер, който се извисява над сградите, както и останките от някогашната внушителна крепост, разрушена по заповед на кардинал Ришельо, който видял в нея заплаха за сигурността на кралската власт. От запазените скици се вижда, че крепостта е имала тройна крепостна стена и двадесет кули. Строена от графовете на Оверн, крепостта по-късно за известен период от време е служила за затвор при управлението на крал Луи XI, а от 1585 до 1605 г. е била резиденция на кралица Маргьорит дьо Валоа.
Запазени в селото са останки от красиви сгради от 15 и 16 век и римска църква.